# Marco Marin
Marco Marin (ur. 4 lipca 1963 w Padwie) – włoski szermierz, szablista, zawodnik GS Fiamme Oro, czterokrotny medalista igrzysk olimpijskich raz mistrzostw świata, a także lekarz i polityk.

## Życiorys

### Kariera sportowa
Trenował szermierkę, specjalizując się w szabli. Na igrzyskach olimpijskich w Los Angeles w 1984 reprezentacja Włoch (w składzie: Marco Marin, Gianfranco Dalla Barba, Giovanni Scalzo, Ferdinando Meglio i Angelo Arcidiacono) zdobyła złoto w turnieju drużynowym. Na tych samych igrzyskach Marco Marin wywalczył srebro w turnieju indywidualnym, przegrywając w finale z Francuzem Jeanem-François Lamourem 11:12. Podczas rozgrywanych cztery lata później igrzyskach olimpijskich w Seulu Włosi (w składzie: Marco Marin, Giovanni Scalzo, Gianfranco Dalla Barba, Ferdinando Meglio i Massimo Cavaliere) zdobyli drużynowo brązowy medal. Indywidualnie Marco Marin zajął 14. miejsce. Brał również udział w igrzyskach olimpijskich w Barcelonie w 1992, ponownie zdobywając srebro w rywalizacji indywidualnej. W finale pokonał go wówczas Węgier Bence Szabó 0:2. Drużynowo Włosi zajęli ósme miejsce.
Podczas mistrzostw świata w Rzymie w 1982 w drużynie zdobył srebrny medal. W tej samej konkurencji zdobywał następnie srebrny medal podczas mistrzostw świata w Wiedniu (1983), srebrny medal na mistrzostwach świata w Essen (1993) oraz złoty medal podczas mistrzostw świata w Hadze (1995). Na ostatnich z tych zawodów startował razem z Luigim Tarantino, Raffaellem Casertą i Tonhim Terenzim.

### Działalność zawodowa i polityczna
Ukończył studia medyczne, podjął pracę jako lekarz. Zajął się działalnością polityczną jako radny Padwy. W wyborach w 2013 z ramienia Ludu Wolności został wybrany do Senatu XVII kadencji. W wyborach w 2018 z listy Forza Italia uzyskał mandat posła do Izby Deputowanych XVIII kadencji. W 2021 dołączył do nowej formacji pod nazwą Coraggio Italia, a w 2022 przystąpił do ugrupowania Italia al Centro.

## Starty olimpijskie
Los Angeles 1984
- szabla drużynowo – 1. miejsce
- szabla indywidualnie – 2. miejsce

Seul 1988
- szabla drużynowo – 3. miejsce
- szabla indywidualnie – 14. miejsce

Barcelona 1992
- szabla drużynowo – 8. miejsce
- szabla indywidualnie – 2. miejsce[1]